# Indoclausia bacescui
Indoclausia bacescui – gatunek widłonoga z rodziny Clausiidae. Gatunek ten opisali w 1974 roku M.J. Sebastian i N. Krishna Pillai, tworząc dla niego nowy rodzaj Indoclausia. Miejsce typowe to zatoka Mannar w okolicy miasta Mandapam na południowo-wschodnim wybrzeżu Indii. Okazy typowe to wyłącznie samice, samca nie opisano.